# The Last Shot (1999)
The Last Shot is een Amerikaanse film uit 1999, geregisseerd door Jeff Dunn.

## Verhaal
In een wereld vol problemen is Warren Smith slechts één hulpeloos slachtoffer van de puberteit. Emotioneel radeloos nadat zijn vriendin hem gedumpt heeft. De voetballer begint te spijbelen en koopt een pistool met gestolen geld van zijn ouders. De grapjes van Warren worden genegeerd. Warren denkt niet meer helder en gaat naar de Costume Ball om wraak te nemen. Een permanente oplossing voor een tijdelijk probleem vergt snel een verwoestende tol voor de hele gemeenschap.

## Rolverdeling
| Acteur        | Personage           |
| ------------- | ------------------- |
| Aaron Allen   | Voetballer          |
| Fred Anderson | Vader               |
| Evan Fowler   | Warren              |
| Lonzo Jones   | Leerkracht Engels   |
| Suzanne Laino | Vriendin van Warren |
| Jeff Reno     | Warren's vriend     |